# Leghorn

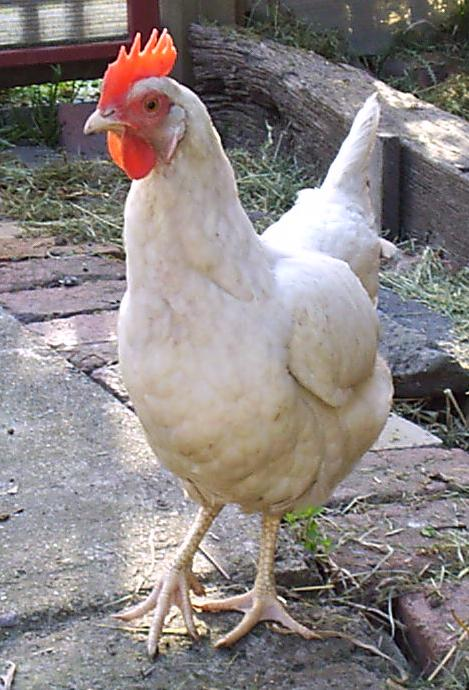
Kura rasy leghorn

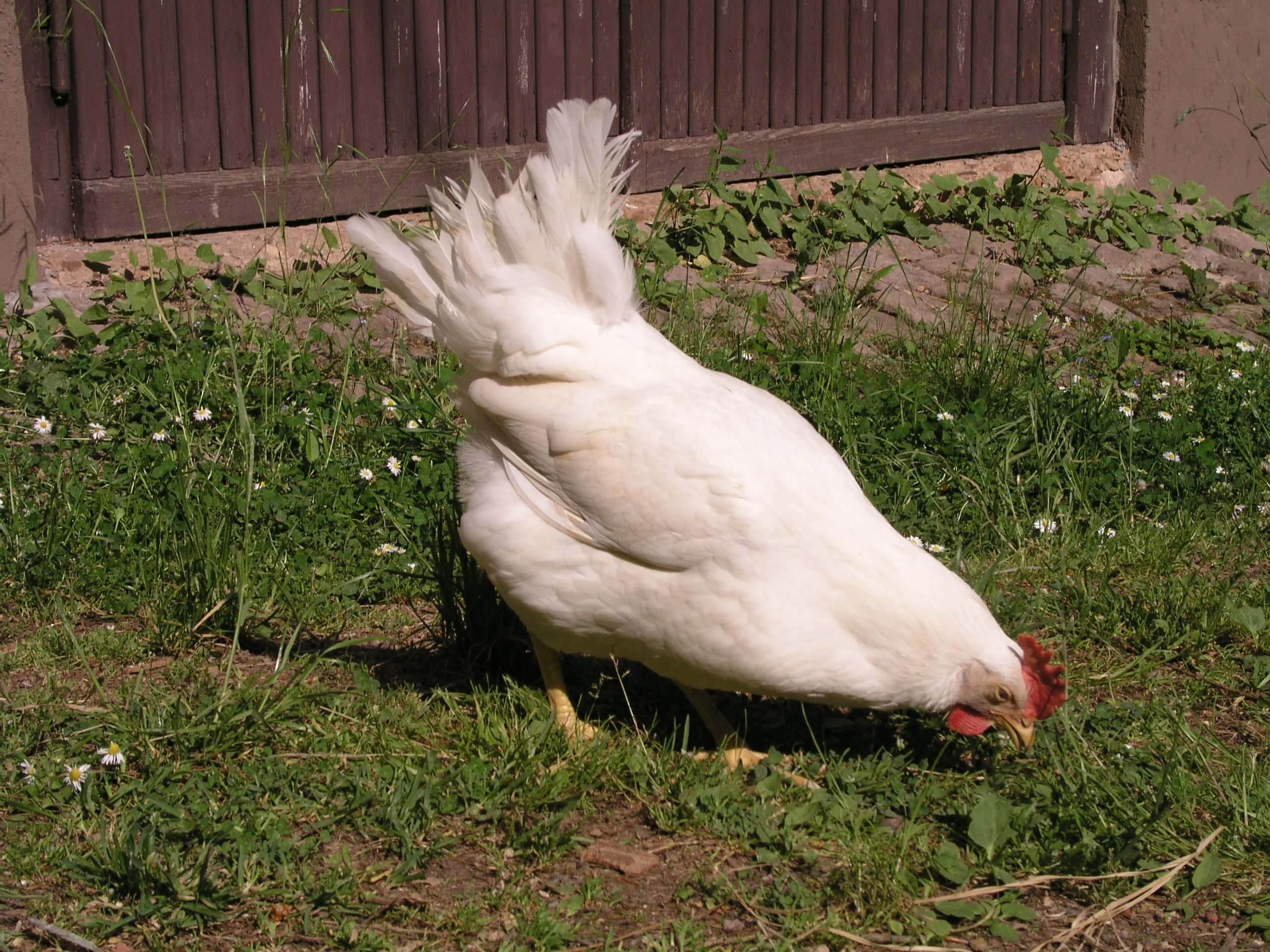
Leghorn

Leghorn – obecnie najbardziej rozpowszechniona rasa kur w produkcji nieśnej. Leghorn to kura lekka – zużywająca ok. 40% mniej paszy niż kury innych ras.

## Wygląd
Upierzenie leghornów jest białe, silnie przylegające do ciała. Tułów wydłużony, linia grzbietu nachylona ku ogonowi. Grzbiet szeroki, pierś wysunięta ku przodowi, tylna część ciała dobrze rozwinięta. Głowa średniej wielkości, oczy duże o pomarańczowej tęczówce. Dziób i skoki żółte, odbarwiające się w okresie nieśności. Grzebień pojedynczy, duży, wycięty w 4-9 zębów, u samców stojący u samic opadający na bok. Dzwonki zwykle wydłużone, u kury bardziej okrągłe. Zausznice białe lub kremowe. Dorosła kura waży 1,6 kg, kogut 2,2 kg.

## Nieśność
Nieśność leghornów jest bardzo wysoka dochodząca w pierwszym roku do 250-300 jaj o masie ok. 63 g i białej skorupie. Dodatkowo cechuje je małe spożycie paszy na jedno jajko. Leghorny są kurami przystosowanymi do chowu wielkotowarowego.